# Teleológiai istenérv
A tervezettség érve a keresztény filozófusok egyik legnépszerűbb istenérve Platónig vezethető vissza. Már a kereszténység legkorábbi szakaszában is használták, de valójában mint Aquinói Szent Tamás öt istenérvének egyike jelent meg a keresztény filozófiában. Legismertebb megfogalmazása William Paley 1802-ben megjelent művéből származó órásmester-hasonlat.
E szerint: a világegyetem olyan mint egy hatalmas óra, és ennek létrehozásához kellett egy órásmester: az Isten.

## Története
Minden klasszikus egyistenhívő vallás szent könyvében találunk idézeteket, amelyek a világmindenség isteni tervezettségét sugallják.
A Szentírás a következőt írja:
Az egek beszélik Isten dicsőségét, és kezeinek munkáját hirdeti az égboltozat. (A zsoltárok könyve 19. rész)
Mert a mi Istenben láthatatlan, tudniillik az ő örökké való hatalma és istensége, a világ teremtésétől fogva az ő alkotásaiból megértetvén megláttatik; úgy, hogy ők menthetetlenek. (Rómabeliekhez írt levél 1. rész)
A Korán Mekkai 31. szúrájában, a Lukmen szúrában olvashatjuk a következőt:
Vajon nem láttátok-e, hogy szolgálatotokra rendelte azt, ami az egekben és a földön van, és gazdagon részeltetett benneteket látható és rejtett kegyeiben?
Legelső filozófia megfogalmazása Aquinói Szent Tamásnál jelenik meg.

## Bírálatai
Ezt az érvet, a nagy, tervező Isten létezését bizonyítandó érvet, David Hume 4 pontban bírálta:
1, Hume szerint ez az argumentum egy analógián alapuló argumentum és mint ilyen csupán annyit ér, annyira jó, amennyire ez az analógia erős. És Kant szerint az univerzum és bármely emberi alkotás közötti analógia nagyon gyenge. A világmindenség sokkal jobban hasonlít akár egy növényre, mint egy órára. Alig hordoz olyan jeleket, mint egy ember tervezte óra.
2, Amennyiben mégis elfogadjuk mint hipotézist a tervezettség érvét rögtön felmerül a kérdés miért pont ezt a hipotézist kell elfogadnunk. Feltehetjük azt is, hogy nem egy isten hanem egy istenekből álló csoport tervezte a világmindenséget, vagy egy hatalmas pók szövi a hálóját, az univerzumot. Tulajdonképpen végtelen többé-kevésbé egyenértékű hipotézis állítható fel a tervezőt (létrehozót) illetően.
3, Ha mégis feltételezzük az istennek mint tervezőnek a létét, szembe találjuk magunkat a kérdéssel, hogy egy tökéletes alkotó, hogyan hozhatott létre egy ennyire tökéletlen alkotást.
4, És az istenhívők tervezettségi hipotézis, mint hipotézis erőtlen más az univerzum más sajátságaihoz alig kapcsolható istenhívő hipotézisekhez hasonlóan erőtlen. Vegyük például a halál utáni élet, vagy a folyamodó imádságokra kapott válaszok, hipotéziseit.